# Brodnica
Brodnica (tyska Strasburg in Westpreussen eller Strasburg an der Drewenz) är en stad i norra Polen med 28 546 invånare (2012). Staden ligger i Kujavien-Pommerns vojvodskap.

## Historia
Staden har anor från 1262 och fick sina stadsrättigheter 1298. Orten tillhörde länge det polsk-litauiska samväldet.
Brodnica gav sig
åt svenskarna i juli 1626; där utkämpades i juni 1629
en för dessa mindre gynnsam arriärgardesfäktning. De
innehade staden till 1635. 19 november 1655–augusti 1659 var
Brodnica åter i svenskarnas besittning.
Brodnica införlivades i kungariket Preussen 1772, men återtogs 1807 och löd under hertigdömet Warszawa som skapades av Napoleon Bonaparte. Mellan åren 1815 och 1920 tillhörde staden Preussen, där det tillhörde regeringsområdet Marienwerder i provinsen Västpreussen. Efter första världskriget kom den att tillhöra Polen.

## Galleri

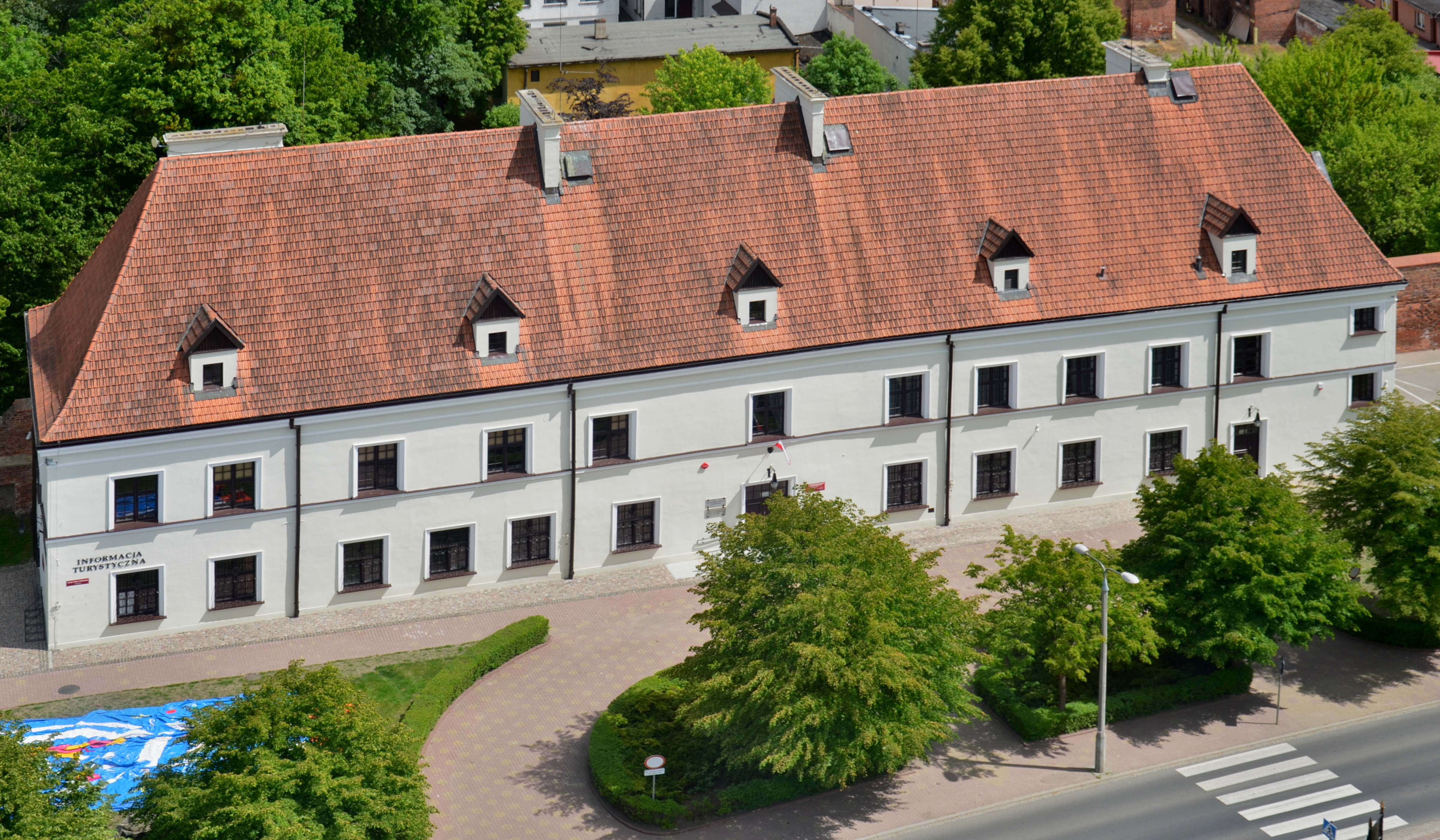
Anna Vasas palats
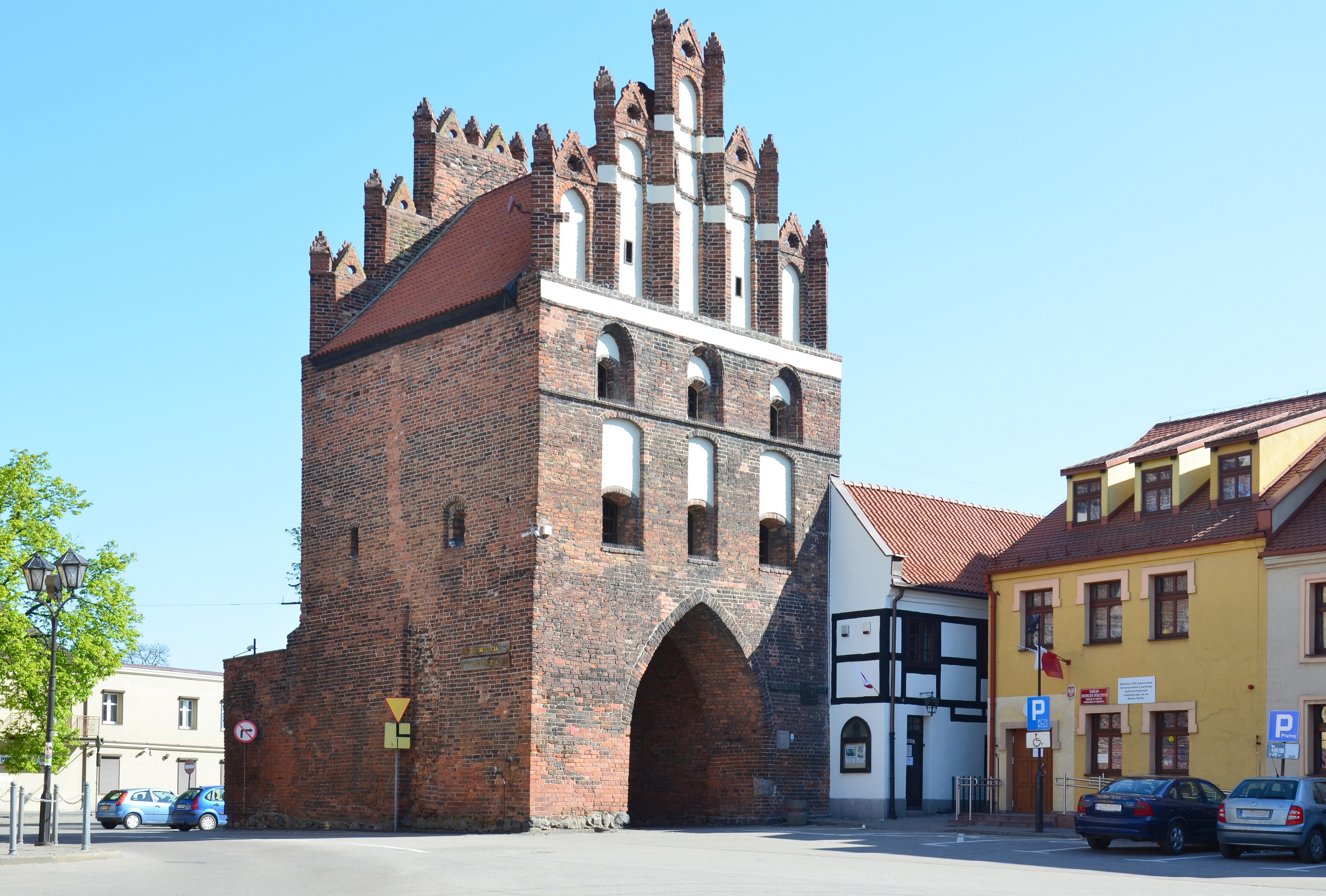
Chełmińska-porten
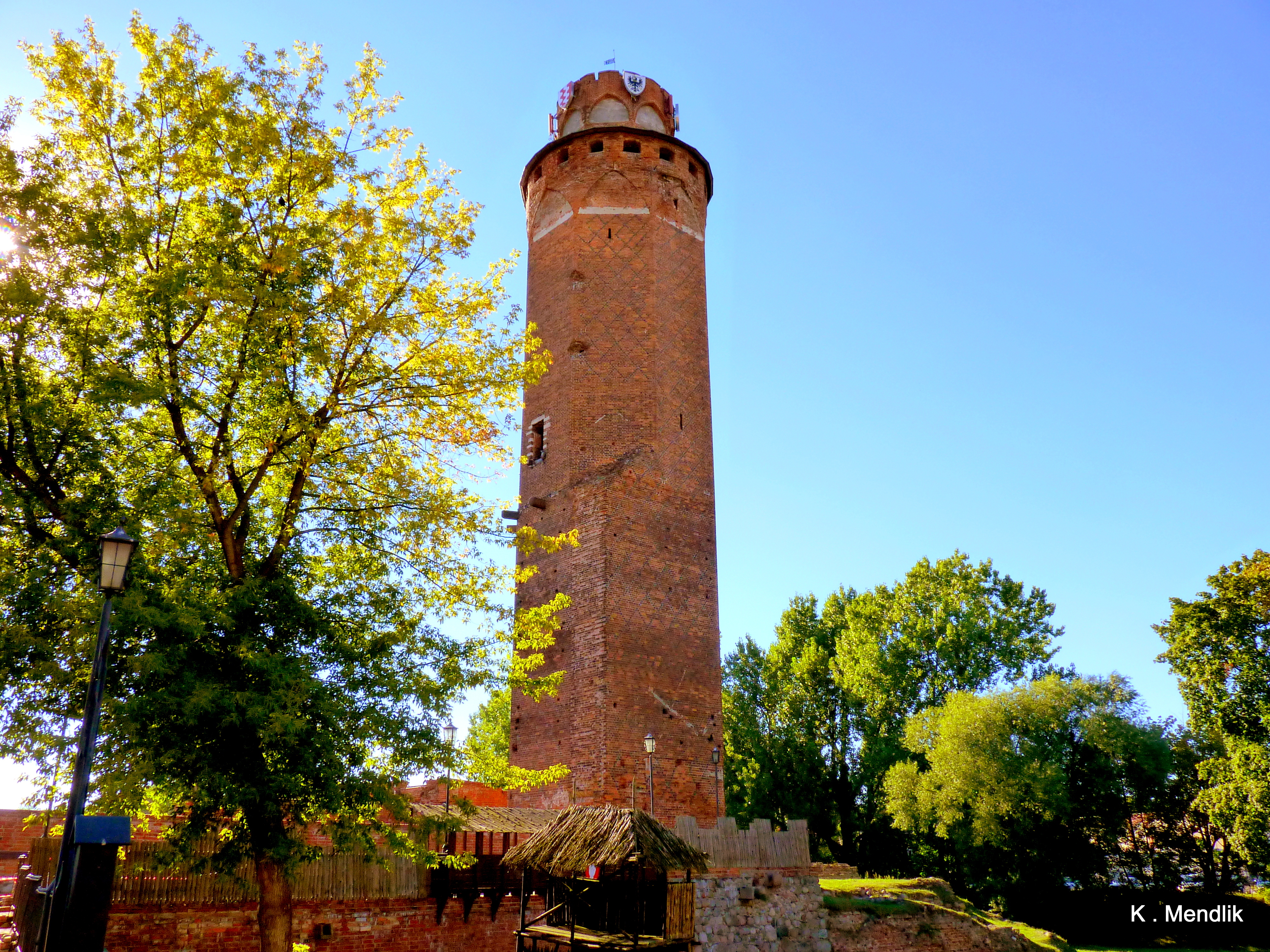
Ordenstornet i Brodnica
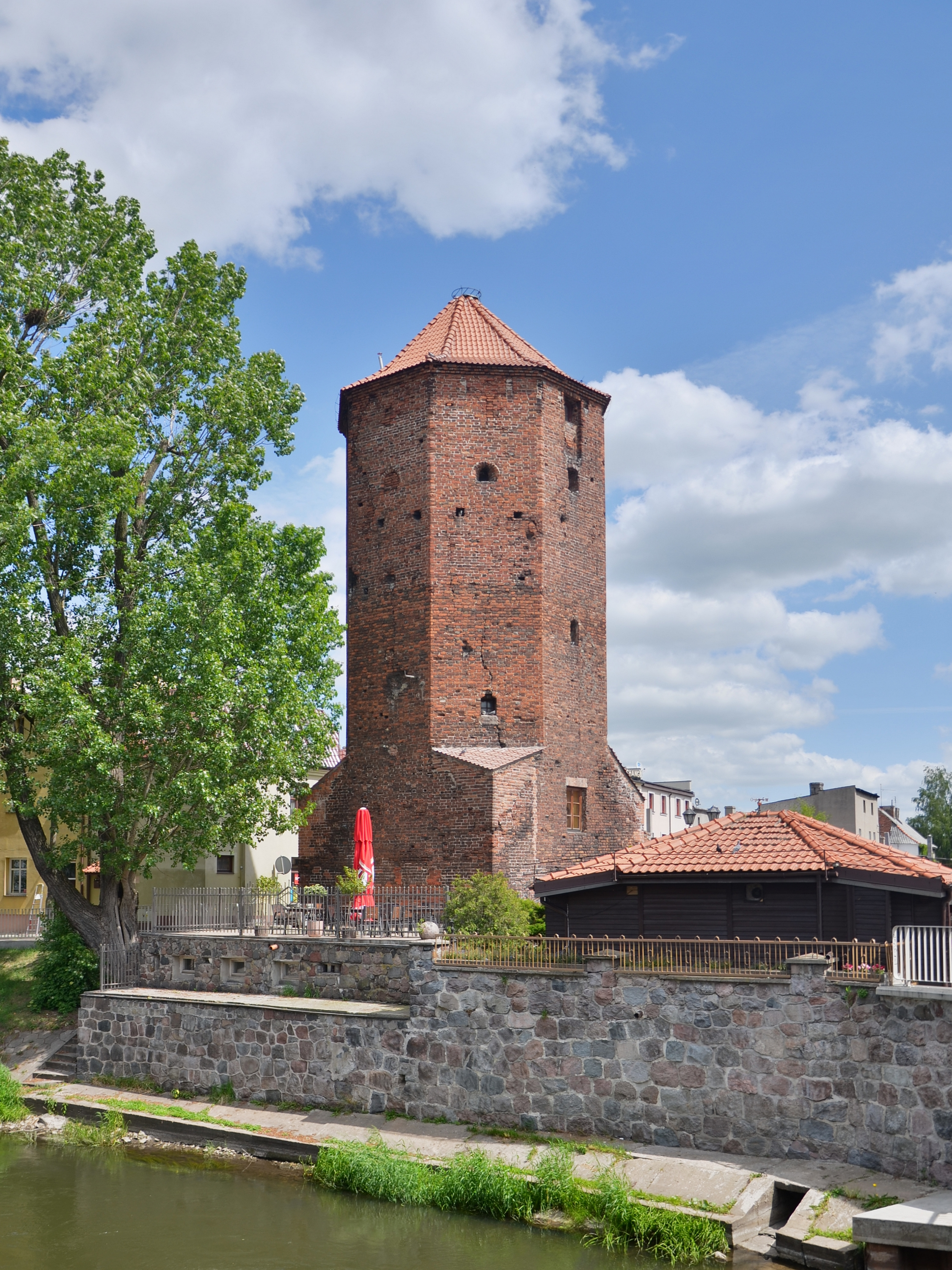
Mazurska-tornet
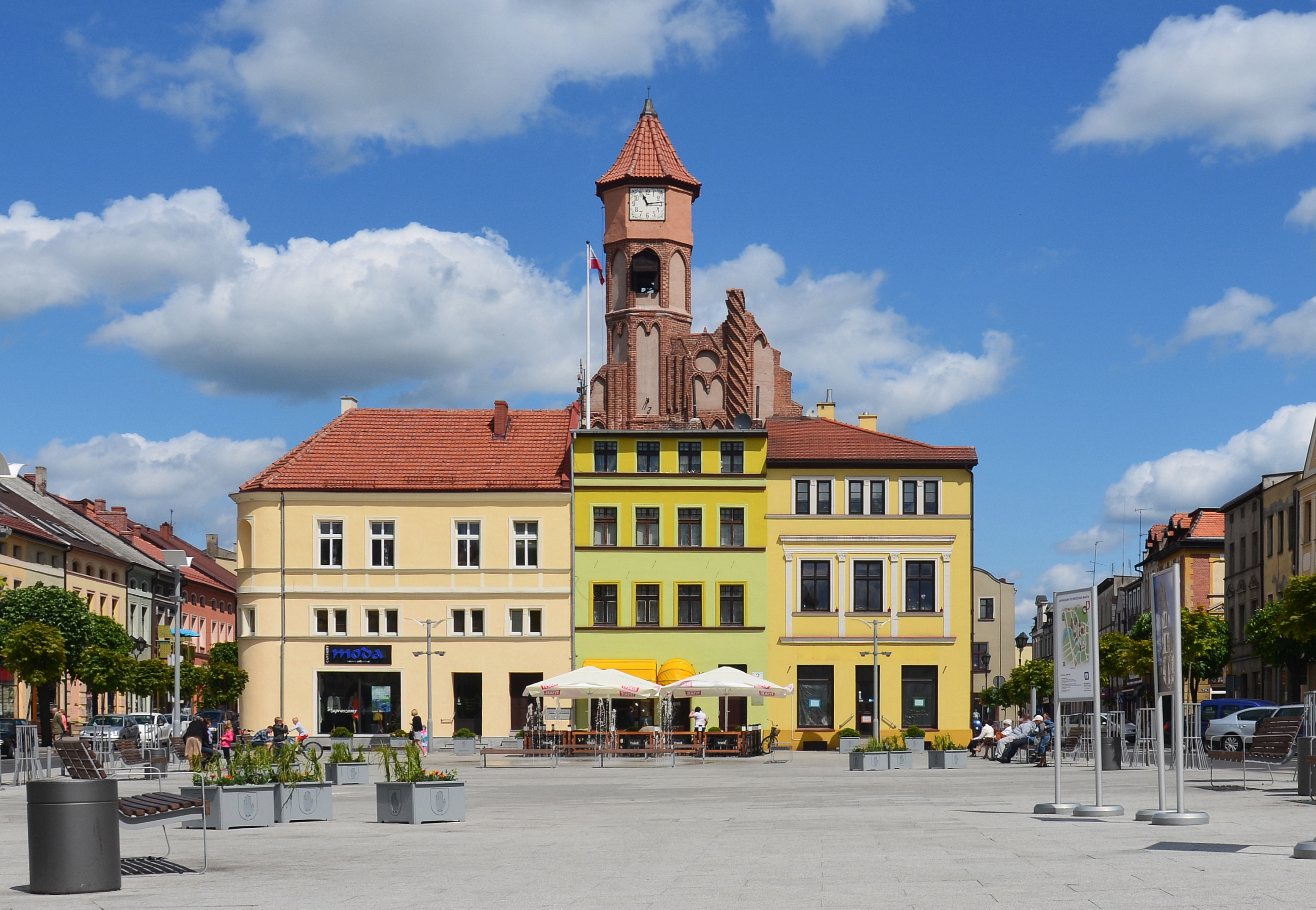
Gamla stan
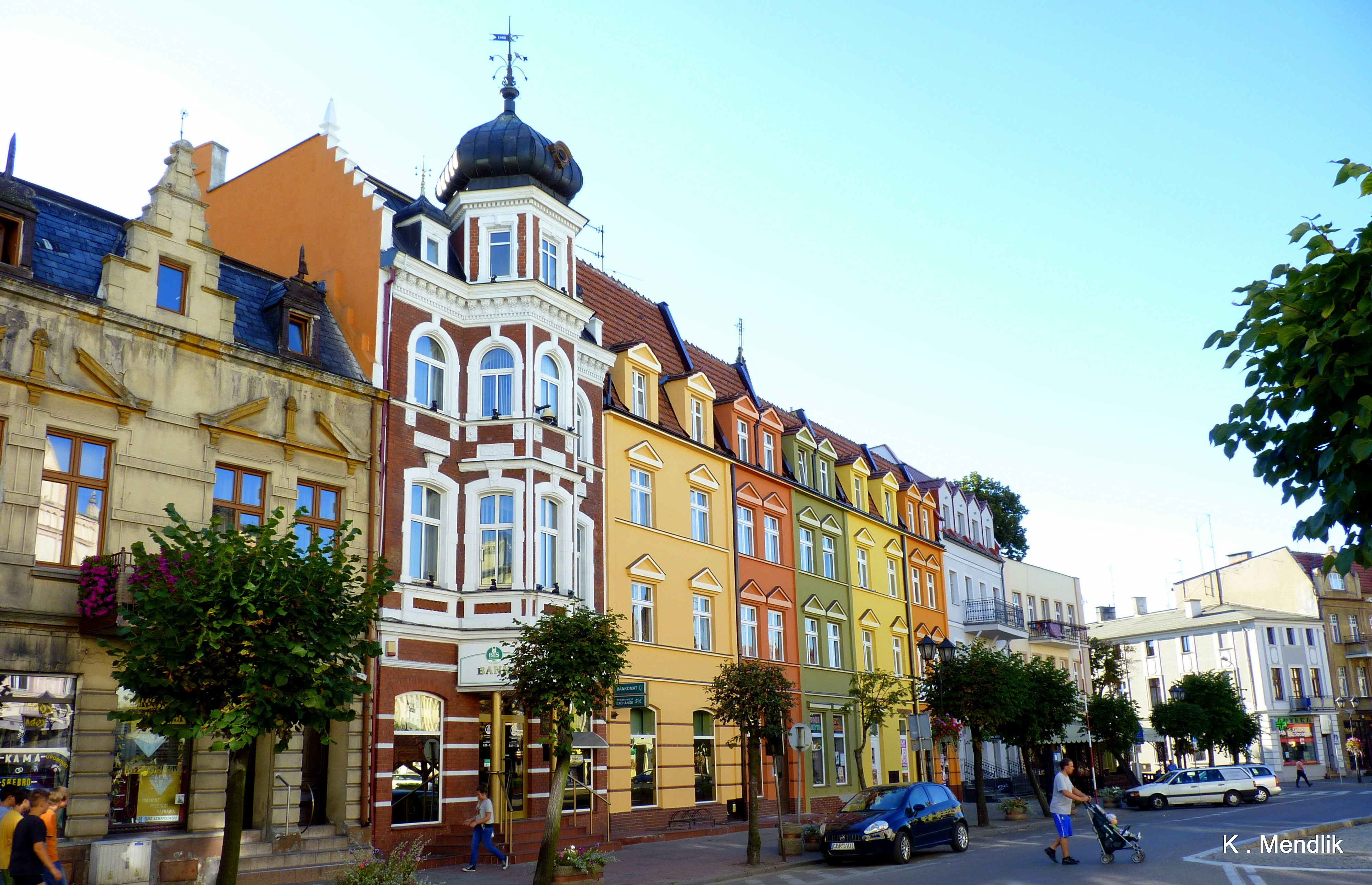
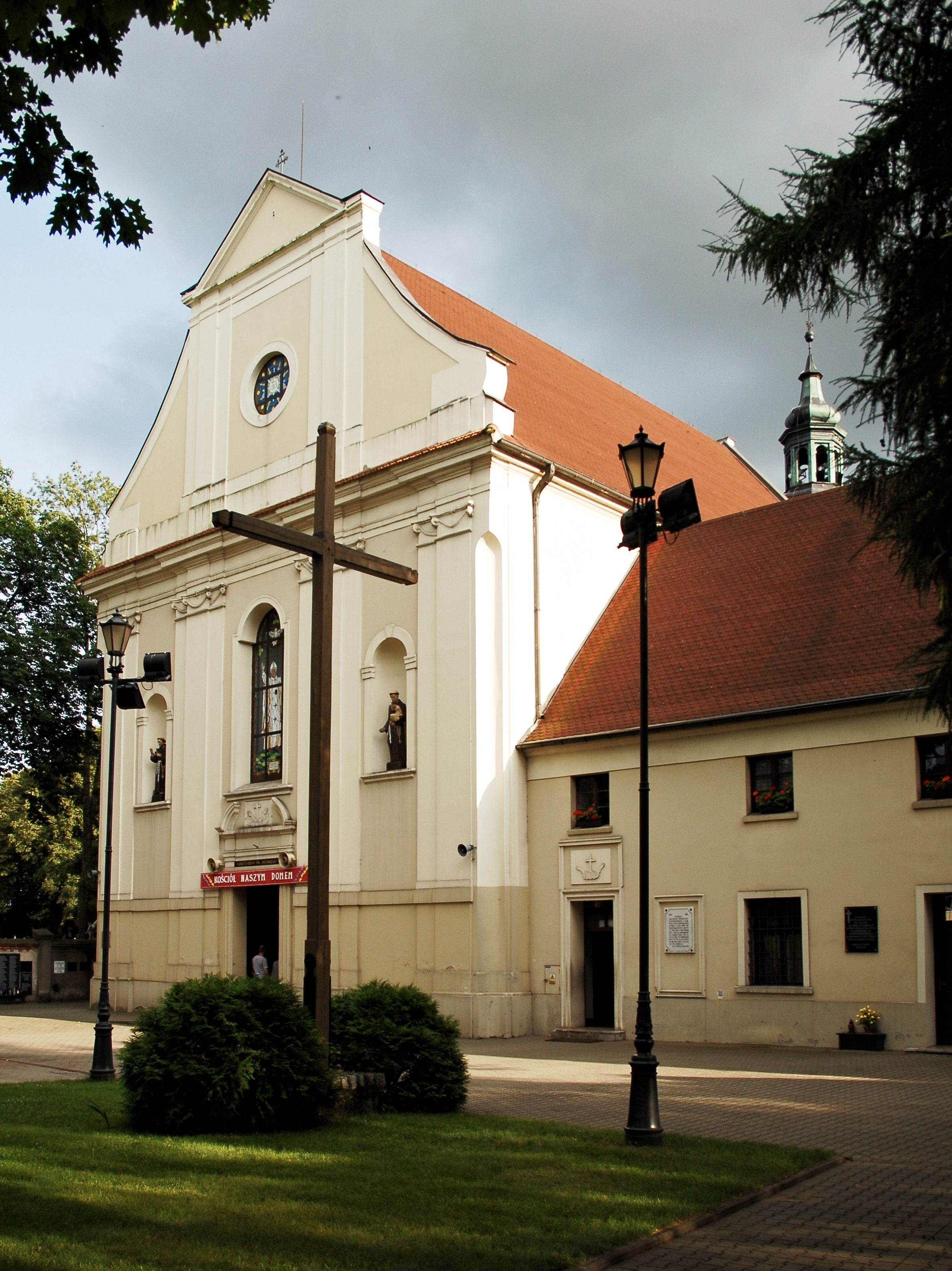
Kloster i Brodnica
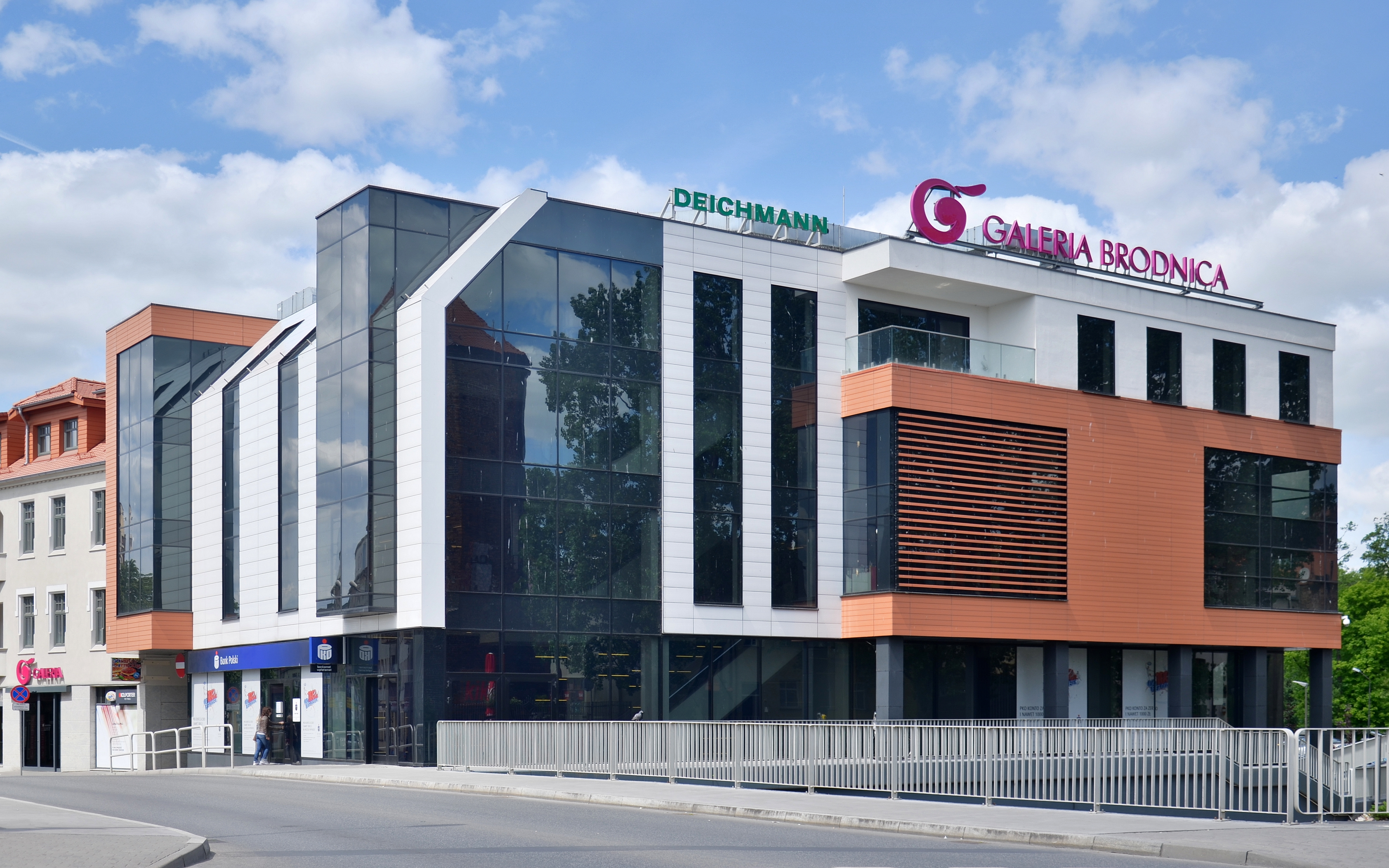